# Posmrtný život

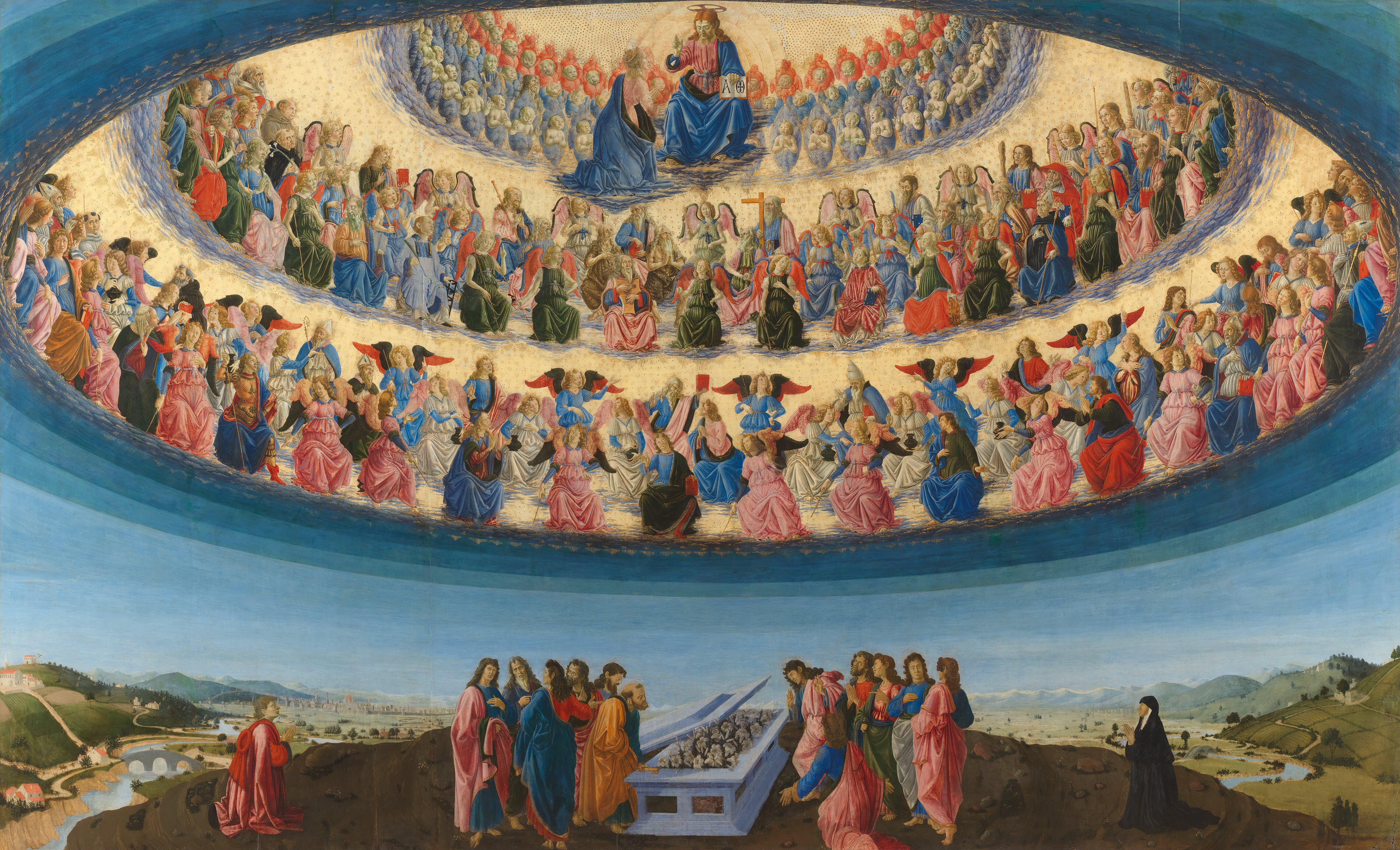
Několik sfér křesťanského nebe na obraze Francesca Botticiniho.

Posmrtný život či posmrtná existence je představa, že podstatná část identity jednotlivce přežívá smrt fyzického těla a nějak dále existuje v jiném světě než fyzickém, nebo ve sféře fyzického světa, která není objektům fyzického světa běžně dostupná. Představa posmrtného života je prvkem a předmětem většiny náboženství, okultismu, mystiky, ezoterismu, metafyziky a teologie.
Zaobírá se jí také část filozofie, okrajově určitá část vědy, byť obvykle s vysokou mírou skepse k předmětu zkoumání. Představy o podobě posmrtného života se liší podle jednotlivých škol a učení, i v rámci jednoho náboženství existují často velmi různé představy. Škála je široká v otázce povahy smrt přežívající entity, od představy duše jako velmi konzistentní substance či esence, v níž jsou uchovány všechny zkušenosti, vzpomínky a myšlenky, až po představu jen jakéhosi univerzálního nadosobního prvku v lidské duši, který se po smrti vrací k univerzální duši všeobecné a splývá s ní; ba dokonce existují i náboženské koncepce, které pracují s ideou posmrtného života jen jako s určitou metaforou s etickou funkcí (k čemuž došla určitá část protestantské teologie, svými oponenty někdy obviňovaná, že takto překročila mez ateismu).
Velmi pestrá je rovněž škála představ o podobě světů, dimenzí či prostorů, kam duše, duch či životní síla po smrti odchází, jimiž prochází, kde dlí a jak dlouho v nich setrvává (viz nebe, ráj, peklo, očistec, podsvětí, bardo apod.). Dosti se také liší představy o tom, jaký je osud přežívajícího prvku – podle některých představ prochází soudním procesem vedeným božskou silou, podle jiných se její osud řídí jakýmsi automatismem, který reaguje na soubor jejích činů a myšlenek za života (karma), podle dalších se rozplývá v nějaké vyšší entitě, energii apod. Různá náboženství a školy se také liší v hodnocení toho, nakolik je správné, aby si přežívající prvek po smrti zachovával individualitu a konzistenci – v západní tradici je obvykle právě to žádoucí, východní filozofie a kulty to vidí jako chybový režim, který je třeba překonat a dosáhnout zániku a rozpuštění individuální identity. Jiné jsou také představy o možnosti opětovného návratu do fyzického těla. Některé školy to považují za zcela pravidelný, ba zákonitý jev (reinkarnace), některé spíše akcentují trvalé oddělení prvku, který přežil smrt fyzického těla, od tělesného světa – s tím, že k nějakému druhu návratu může eventuálně dojít "na konci dějin" (viz vzkříšení, apokalypsa, poslední soud, eschatologie apod.), přičemž o metaforičnosti a abstraktnosti pojmu návrat se vedou po staletí rozsáhlé diskuse a převažující představy o něm se v čase mění i v rámci jednoho náboženství.
Některá náboženství a kulty se otázkou posmrtného života zaobírají jako otázkou ústřední a zásadní (jak to bylo typické například v egyptském náboženství), jiné (např. protestantské křesťanství) méně a zdůrazňují zaměření na fyzický život, byť téma života posmrtného a nesmrtelnosti v nějaké podobě většinu náboženství spojuje. Ideu posmrtného života programově odmítá většina forem ateismu a filozofického materialismu. Ten pak soudí, že duše nemůže tělo přežít, nebo že sám pojem duše (tedy něčeho, co není jen aspektem těla a hmoty), je zcela nelegitimní.